# Дружба (Луганская область)
Дружба (укр. Дружба) — посёлок, относится к Попаснянскому району Луганской области Украины.
Население по переписи 2001 года составляло 233 человека. Почтовый индекс — 93309. Телефонный код — 274. Занимает площадь 0,284 км². Код КОАТУУ — 4423856904.

## Местный совет
93340, Луганська обл., Попаснянський р-н, смт. Комишуваха, вул. Космічна, 1  (укр.)